# Ladone (divinità)
Ladone (in greco antico: Λάδων?, Ládōn) è una divinità fluviale della religione greca.

## Genealogia
Figlio di Oceano e di Teti, sposò Stinfalide e fu padre di Metope, Dafne, Telpusa e Siringa.

## Mitologia
È la personificazione del fiume Ladone che scorre in Arcadia e si getta nel fiume Alfeo.